# Sauvagnas
 Sauvagnas  es una población y comuna francesa, en la región de Aquitania, departamento de Lot y Garona, en el distrito de Agen y cantón de Laroque-Timbaut.

## Demografía
| 327 | 305 | 297 | 376 | 372 | 419 |
| Para los censos de 1962 a 1999 la población legal corresponde a la población sin duplicidades (Fuente: INSEE [Consultar]) |     |     |     |     |     |